# Colin Edwards
Colin Edwards II (Conroe, 27 febbraio 1974) è un pilota motociclistico statunitense ritiratosi dall'attività agonistica, campione mondiale Superbike nel 2000 e nel 2002.
Si è distinto anche nelle gare di durata, vincendo 3 volte la 8 ore di Suzuka nel 1996, 2001 e 2002 (nell'edizione del 2001 è stato in coppia con Valentino Rossi, suo compagno di marca alla Yamaha nella MotoGP dal 2005 al 2007).
Il soprannome Texas Tornado è stato inventato da una rivista statunitense, la Oreco Cycle News, da quel giorno ha deciso di farsi soprannominare in questo modo, che si addiceva perfettamente alla sua figura.
Ha corso con il numero 45 ma, dalla stagione 2005, ha adottato il numero 5.
È il pilota che nel mondiale Superbike è riuscito a salire sul podio più volte consecutivamente in una stagione, ben 25 nel 2002, ed anche colui che ha ottenuto la cinquantesima vittoria per il team Honda nello stesso campionato.

## Carriera
Inizia fin da giovanissimo a correre in moto grazie a suo padre australiano Colin Edwards Sr., ex motociclista, che gli trasmette la passione per le gare e gli regala la prima moto all'età di 3 anni. A quattro anni il piccolo Colin già si presenta in gare giovanili amatoriali di motocross, vincendo così i primi trofei. Prosegue la sua carriera motociclistica giovanile nel motocross e nel 1987 Edwards II è stato campione nazionale di MX classe 80cc. Ottenuto questo risultato decide però, stanco del suo stile di vita, notevolmente diverso da quello dei ragazzi della sua età, di prendersi un anno di pausa. Passa così un 1988 maggiormente dedito allo studio ed alla compagnia della sua generazione.
All'età di 16 anni ha fatto il suo esordio nelle gare di velocità su pista, la sua prima corsa è stata su un circuito stradale nel North Texas. Edwards, in sella alla sua ZX750, riesce a percorrere pochi giri, prima di doversi ritirare dalla corsa poiché, avendo indossato una semplice tuta in pelle per la gara, priva di ogni altra protezione, si era procurato delle ampie scottature dovute ai contatti dei suoi arti inferiori sull'asfalto, essendo egli partito senza le ginocchiere, notando, nei pochi giri percorsi, che comunque in questa tipologia di corsa aveva una buona base e possedeva degli ampi margini di miglioramento. Il giovane pilota decide così di abbandonare il cross per proseguire con le gare di velocità.
Nel suo primo anno da pilota amatoriale, gareggia prima in sella ad una Honda 600, per poi proseguire la sua carriera con una RC30 della stessa casa ed infine una TZ 250. Con queste moto vince tutte le gare a cui partecipa, rimanendo totalmente imbattuto nella sua carriera da amatore e vincendo 5 titoli nazionali AMA/CCS Race of Champions sul circuito di Daytona. Vince anche 8 titoli nazionali nella WERA/GNF meeting sul circuito di Road Atlanta. Riesce ad ottenere presto un posto nella South West Motorsports e diviene professionista dopo la stagione del 1992, nella quale vince 5 delle 9 gare del campionato AMA 250cc National Series ed il rispettivo titolo, battendo in volata il giovane pilota Kenny Roberts Junior.
Nel 1993, all'età di 19 anni, esordisce nel campionato AMA Superbike con il team Vance & Hines Yamaha Superbike, nel quale si mette in competizione con i migliori piloti statunitensi della Superbike. Terminato sesto in campionato alla sua prima stagione, nel 1994 migliora terminando quinto, totalizzando una serie di 3 vittorie consecutive. Dopo due anni passati in questo campionato, la Yamaha decide di portarlo a competere con i migliori piloti del mondo, iscrivendolo al campionato mondiale Superbike.
Così nel 1995, all'età i 21 anni, Edwards II debutta nel campionato mondiale Superbike, concludendo la stagione solo undicesimo, vinto dall'inesperienza. Nel 1996, già più a suo agio nella categoria, conclude il campionato al quinto posto, ottenendo anche un terzo posto a Daytona. Lo stesso anno viene iscritto alla sua prima 8 ore di Suzuka nel team dell'affermato pilota Noriyuki Haga e, per lo stupore del pubblico e degli organizzatori, i due piloti vincono la competizione, diventando il duo più giovane della storia a conquistare questo trofeo.
Il 1997 è stato un anno da dimenticare per il motociclista texano. Infatti, vittima di un grave incidente durante la quinta gara della stagione in cui si rompe un braccio ed alcune costole, è costretto a perdere gran parte del campionato. Inoltre, l'anno seguente, la Yamaha aveva l'intenzione di farlo esordire nel Motomondiale classe 500 GP ma le trattative con il team Red Bull Yamaha WCM non vanno in porto. Edwards continua nel mondiale Superbike ma opta per un cambio di team, passando al Castrol Honda che gli offre il nuovo modello, RC45.
Con il nuovo team vince nel 1998 la gara sul circuito di Brands Hatch ed ottiene una doppia vittoria a Monza, concludendo quinto il mondiale. Nel 1999, dopo ottime sessioni di test che rivelarono la competitività della squadra, ottiene vittorie sul circuito di Donington Park, Albacete, A1-Ring ed una doppia vittoria a Brands Hatch, concludendo la stagione come vicecampione del mondo alle spalle di Carl Fogarty e della sua Ducati.
Grazie agli ottimi risultati dell'ultimo campionato, nel 2000 ottiene la possibilità di guidare il nuovo modello Honda, la innovativa VTR 1000 SP-1 (RC51). Nonostante la moto sia alla prima stagione e quindi non ancora perfettamente rodata, inizia il mondiale con una doppia vittoria alla prima gara sul circuito di Kyalami. A questo successo seguirono le vittorie a Donington Park, Monza, Assen ed un nuovo doppio successo a Oschersleben. Con l'ultima vittoria sul circuito di Brands Hatch, viene incoronato per la prima volta campione mondiale Superbike.

Edwards, sul gradino più alto del podio di Imola, festeggia la vittoria del campionato mondiale Superbike 2002 tra l'iridato uscente Troy Bayliss (a sinistra) e Rubén Xaus (a destra).

Nel 2001 non riesce però a difendere il suo titolo, a causa sia di una VTR 1000 SP-2 un po' indietro con lo sviluppo, sia dell'accanita concorrenza, composta dall'inglese Neil Hodgson, dall'australiano Troy Corser, dall'americano Ben Bostrom e dall'australiano Troy Bayliss. La stagione è comunque molto combattuta, ed il pilota texano ottiene un buon numero di vittorie, insufficienti però per battere Troy Bayliss, che si laurea campione con alcune gare d'anticipo.
Nel 2002 riesce a rivincere il mondiale Superbike, ottenendo il titolo dopo un lungo duello col suo solito rivale Troy Bayliss. In questo contesto ottiene l'allora record di punti stagionali per un pilota Superbike: 552; questo record rimane imbattuto fino alla stagione 2017. Grazie alla conquista di questo titolo, riesce ad esordire nel Motomondiale nella classe MotoGP nel 2003 in sella alla Aprilia RS Cube, con compagno di squadra Noriyuki Haga. Disputa un buon campionato, nel quale conquista il 13º posto finale con ben 62 punti ed un 6º posto in Giappone come miglior piazzamento.
Nel 2004 viene ingaggiato dal team Telefonica MoviStar Honda alla guida di una Honda RC211V, il compagno di squadra è Sete Gibernau. Conclude l'anno raggiungendo il quinto posto nella classifica finale del mondiale con 157 lunghezze ed ottenendo due secondi posti (Gran Bretagna e Qatar). Nel 2005 passa alla Yamaha, come compagno di squadra di Valentino Rossi. Con la moto di Iwata il pilota texano finisce il mondiale al quarto posto con 179 punti, ottenendo tre podi, due terzi (Francia e Olanda) ed un secondo posto a Laguna Seca dietro il giovane Nicky Hayden dopo aver superato il compagno di squadra Rossi, giunto terzo.

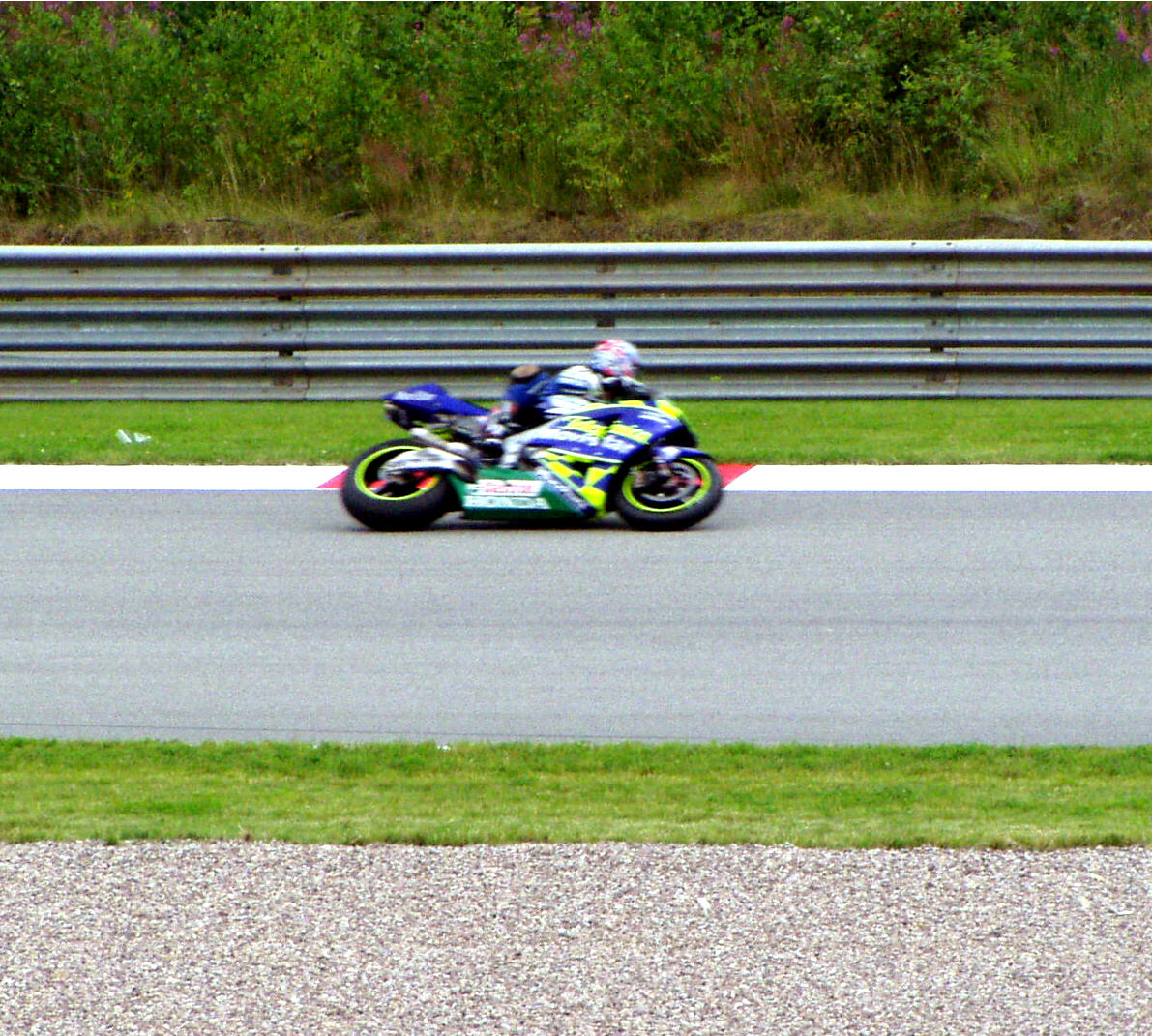
Edwards nel 2004.

Nel 2006 corre una stagione mediocre (dove butta letteralmente via la gara di Assen in cui cade all'ultima curva quando era davanti) che gli vale un solo podio (terzo posto in Cina) ed il settimo posto iridato con 124 punti. Viene riconfermato dal suo team per il campionato 2007, ottenendo due pole position (Cina e Gran Bretagna), un secondo ed un terzo posto (rispettivamente in Gran Bretagna e Spagna), terminando la stagione in nona posizione con 124 punti.
Nel 2008 è stato riconfermato dalla Yamaha, ma spostato nel Team Tech 3 come compagno di squadra dell'esordiente James Toseland, campione in carica del mondiale Superbike. Nel corso della stagione ottiene due terzi posti (Francia e Olanda) ed una pole position in Cina ed il settimo posto finale con 144 punti. Viene confermato nel team Yamaha Tech 3 anche nel 2009, che conclude al quinto posto in campionato con 161 punti. Continua con il Tech 3 Yamaha anche per il 2010, quando ha per compagno di squadra Ben Spies. Ottiene come miglior risultato un quinto posto in Giappone e termina la stagione all'11º posto con 103 punti.
Nel 2011 rimane nello stesso team, questa volta con compagno di squadra Cal Crutchlow. In questa stagione è costretto a saltare il Gran Premio di Catalogna per la frattura della clavicola destra rimediata nelle prove libere del GP. Ottiene un terzo posto in Gran Bretagna. Il 23 ottobre 2011 nel Gran Premio di Malaysia, Edwards viene coinvolto con Valentino Rossi nel tragico incidente che porterà alla morte di Marco Simoncelli. In questa drammatica occasione, il pilota statunitense riporterà a sua volta la lussazione della spalla, che gli verrà ridotta in anestesia presso il centro medico del circuito malese. Non può prendere parte alla successiva gara, in Comunità Valenciana. Termina la stagione al 9º posto con 109 punti.

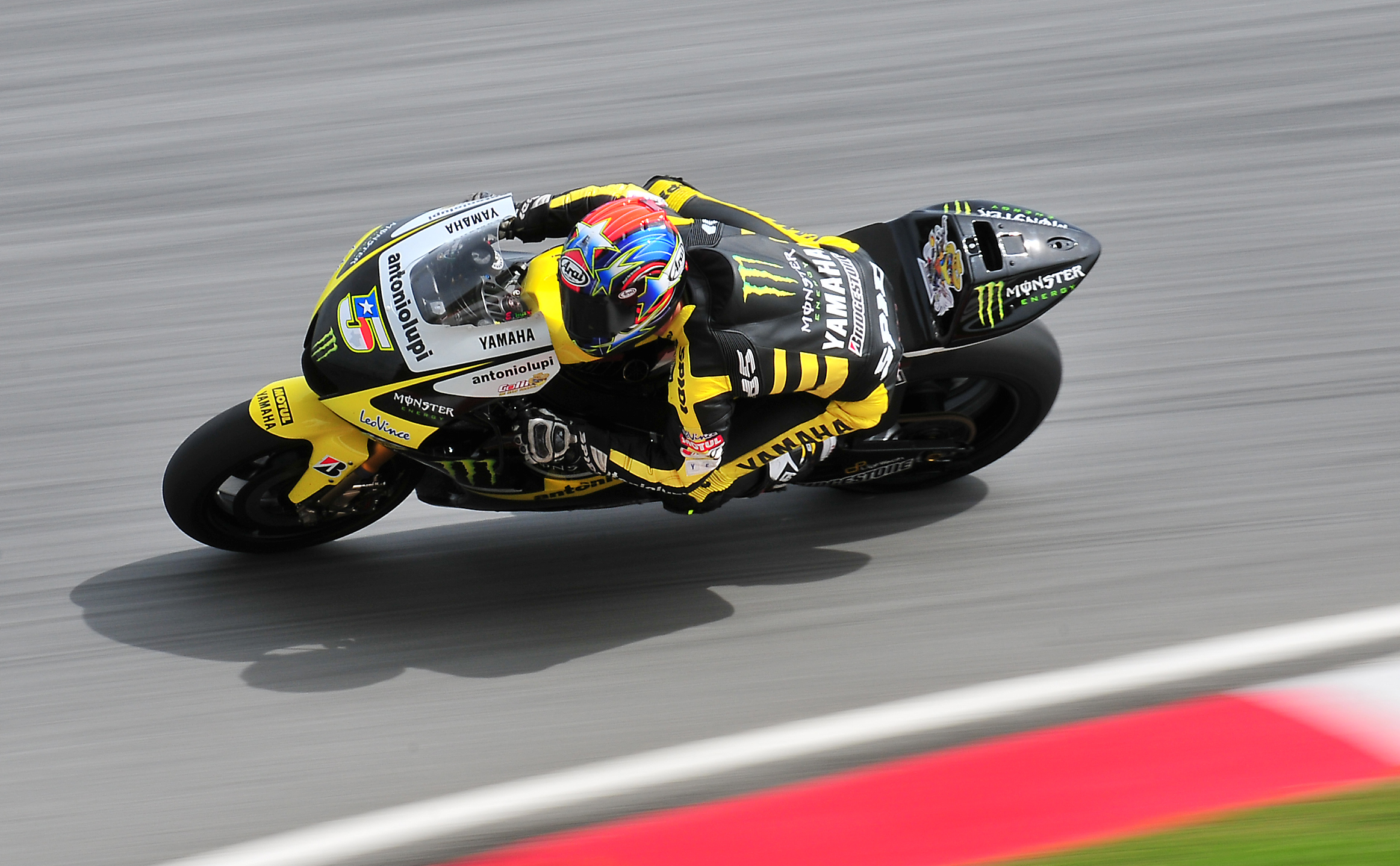
Edwards nel 2011.

Nel 2012 passa al team Forward Racing, che gli affida una Suter MMX1 che rispetta il nuovo regolamento per le CRT. Nelle prove valide per il Gran Premio del Portogallo viene travolto da De Puniet, trasportato alla clinica mobile gli viene riscontrata la rottura della clavicola sinistra. È costretto a saltare anche la successiva gara in Francia. Ottiene come miglior risultato un undicesimo posto al Gran Premio di San Marino e termina la stagione al 20º posto con 27 punti.
Nel 2013 rimane nello stesso team, questa volta alla guida di una FTR Kawasaki e con compagno di squadra Claudio Corti. Ottiene come miglior risultato un nono posto in Catalogna e termina la stagione al 14º posto con 41 punti. Nel 2014 rimane nello stesso team, alla guida di una Forward Yamaha con specifiche Open; il compagno di squadra è Aleix Espargaró. Il 10 aprile, durante la conferenza stampa del gran premio del Texas, annuncia il ritiro dalle corse a 40 anni di età. Viene sostituito da Alex De Angelis a partire dal Gran Premio della Repubblica Ceca. Ha totalizzato 11 punti.

## Risultati in gara

### Campionato mondiale Superbike
| 1995 | Moto   |   |   |     |     |    |    |   |   |    |    |   |     |   |   |   |   |   |    |     |   |  |  |  |  |  |  | Punti | Pos. |
| ---- | ------ | - | - | --- | --- | -- | -- | - | - | -- | -- | - | --- | - | - | - | - | - | -- | --- | - |  |  |  |  |  |  | ----- | ---- |
| 1995 | Yamaha | 7 | 5 | Rit | Rit | 18 | 12 | 3 | 5 | 10 | 11 | 9 | Rit | 8 | 9 | 5 | 2 | 6 | 10 | Rit | 6 |  |  |  |  |  |  | 141   | 11º  |

| 1996 | Moto   |    |   |   |   |   |   |   |   |   |   |   |     |   |   |   |   |    |    |  |  |   |   |   |   |  |  | Punti | Pos. |
| ---- | ------ | -- | - | - | - | - | - | - | - | - | - | - | --- | - | - | - | - | -- | -- |  |  | - | - | - | - |  |  | ----- | ---- |
| 1996 | Yamaha | 11 | 7 | 6 | 4 | 3 | 5 | 3 | 5 | 6 | 7 | 4 | Rit | 4 | 3 | 5 | 4 | NP | NP |  |  | 2 | 3 | 2 | 3 |  |  | 248   | 5º   |

| 1997 | Moto   |     |   |   |   |   |   |   |   |    |    |  |  |  |  |  |  |  |  |  |  |  |  |  |  |  |  | Punti | Pos. |
| ---- | ------ | --- | - | - | - | - | - | - | - | -- | -- |  |  |  |  |  |  |  |  |  |  |  |  |  |  |  |  | ----- | ---- |
| 1997 | Yamaha | Rit | 2 | 6 | 8 | 5 | 6 | 7 | 5 | NP | NP |  |  |  |  |  |  |  |  |  |  |  |  |  |  |  |  | 79    | 12º  |

| 1998 | Moto  |   |   |   |   |   |   |   |     |   |   |   |   |   |   |    |    |   |   |   |   |   |   |    |    |  |  | Punti | Pos. |
| ---- | ----- | - | - | - | - | - | - | - | --- | - | - | - | - | - | - | -- | -- | - | - | - | - | - | - | -- | -- |  |  | ----- | ---- |
| 1998 | Honda | 7 | 7 | 6 | 7 | 1 | 1 | 5 | Rit | 2 | 2 | 3 | 4 | 9 | 4 | 11 | 10 | 1 | 4 | 7 | 9 | 5 | 4 | 13 | 13 |  |  | 279,5 | 5º   |

| 1999 | Moto  |   |   |   |   |   |   |     |   |   |   |     |   |   |   |   |   |   |   |   |   |   |   |   |   |   |   | Punti | Pos. |
| ---- | ----- | - | - | - | - | - | - | --- | - | - | - | --- | - | - | - | - | - | - | - | - | - | - | - | - | - | - | - | ----- | ---- |
| 1999 | Honda | 5 | 4 | 3 | 3 | 3 | 1 | Rit | 1 | 2 | 2 | Rit | 4 | 6 | 7 | 4 | 5 | 1 | 1 | 1 | 8 | 5 | 5 | 4 | 5 | 9 | 9 | 361   | 2º   |

| 2000 | Moto  |   |   |   |   |   |   |   |     |   |   |   |   |     |    |   |   |   |   |    |   |   |   |   |   |   |   | Punti | Pos. |
| ---- | ----- | - | - | - | - | - | - | - | --- | - | - | - | - | --- | -- | - | - | - | - | -- | - | - | - | - | - | - | - | ----- | ---- |
| 2000 | Honda | 1 | 1 | 5 | 5 | 5 | 3 | 1 | Rit | 2 | 1 | 4 | 2 | Rit | 10 | 5 | 4 | 2 | 4 | 10 | 6 | 1 | 5 | 1 | 1 | 8 | 1 | 400   | 1º   |

| 2001 | Moto  |   |   |   |     |   |    |    |    |   |   |   |   |   |   |   |    |   |   |   |   |   |   |   |    |   |     | Punti | Pos. |
| ---- | ----- | - | - | - | --- | - | -- | -- | -- | - | - | - | - | - | - | - | -- | - | - | - | - | - | - | - | -- | - | --- | ----- | ---- |
| 2001 | Honda | 6 | 4 | 1 | Rit | 1 | AN | 12 | 13 | 2 | 2 | 5 | 6 | 1 | 3 | 3 | 11 | 6 | 6 | 3 | 5 | 1 | 2 | 3 | 10 | 3 | Rit | 333   | 2º   |

| 2002 | Moto  |   |   |   |   |   |   |   |   |   |   |   |   |   |   |   |   |   |   |   |   |   |   |   |   |   |   | Punti | Pos. |
| ---- | ----- | - | - | - | - | - | - | - | - | - | - | - | - | - | - | - | - | - | - | - | - | - | - | - | - | - | - | ----- | ---- |
| 2002 | Honda | 4 | 3 | 2 | 2 | 2 | 3 | 1 | 2 | 3 | 2 | 1 | 2 | 2 | 2 | 2 | 2 | 3 | 1 | 1 | 1 | 1 | 1 | 1 | 1 | 1 | 1 | 552   | 1º   |

| Legenda | 1º posto        | 2º posto            | 3º posto           | A punti      | Senza punti        | Grassetto – Pole position Corsivo – Giro più veloce |
| Legenda | Gara non valida | Non qual./Non part. | Ritirato/Non class | Squalificato | '-' Dato non disp. | Grassetto – Pole position Corsivo – Giro più veloce |

### Motomondiale
| 2003 | Classe | Moto    |   |     |    |    |   |     |   |    |    |    |    |    |    |    |    |   |  |  | Punti | Pos. |
| ---- | ------ | ------- | - | --- | -- | -- | - | --- | - | -- | -- | -- | -- | -- | -- | -- | -- | - |  |  | ----- | ---- |
| 2003 | MotoGP | Aprilia | 6 | Rit | 14 | 10 | 9 | Rit | 7 | 10 | 14 | 12 | 14 | 13 | 17 | 13 | 16 | 8 |  |  | 62    | 13º  |

| 2004 | Classe | Moto  |   |   |   |    |   |   |   |   |   |   |   |     |   |    |   |   |  |  | Punti | Pos. |
| ---- | ------ | ----- | - | - | - | -- | - | - | - | - | - | - | - | --- | - | -- | - | - |  |  | ----- | ---- |
| 2004 | MotoGP | Honda | 7 | 7 | 5 | 12 | 5 | 6 | 6 | 5 | 2 | 7 | 9 | Rit | 2 | 11 | 4 | 8 |  |  | 157   | 5º   |

| 2005 | Classe | Moto   |   |   |   |   |   |   |   |   |   |   |   |   |    |   |   |   |   |  | Punti | Pos. |
| ---- | ------ | ------ | - | - | - | - | - | - | - | - | - | - | - | - | -- | - | - | - | - |  | ----- | ---- |
| 2005 | MotoGP | Yamaha | 9 | 6 | 8 | 3 | 9 | 7 | 3 | 2 | 4 | 8 | 7 | 6 | 10 | 4 | 6 | 7 | 8 |  | 179   | 4º   |

| 2006 | Classe | Moto   |    |   |   |   |   |    |   |    |   |    |   |    |    |     |   |   |   |  | Punti | Pos. |
| ---- | ------ | ------ | -- | - | - | - | - | -- | - | -- | - | -- | - | -- | -- | --- | - | - | - |  | ----- | ---- |
| 2006 | MotoGP | Yamaha | 11 | 9 | 9 | 3 | 6 | 12 | 5 | 13 | 6 | 12 | 9 | 10 | 10 | Rit | 8 | 4 | 9 |  | 124   | 7º   |

| 2007 | Classe | Moto   |   |   |     |    |    |    |    |   |   |   |    |     |   |    |    |   |    |    | Punti | Pos. |
| ---- | ------ | ------ | - | - | --- | -- | -- | -- | -- | - | - | - | -- | --- | - | -- | -- | - | -- | -- | ----- | ---- |
| 2007 | MotoGP | Yamaha | 6 | 3 | Rit | 11 | 12 | 12 | 10 | 2 | 6 | 4 | 11 | Rit | 9 | 10 | 14 | 9 | 10 | 13 | 124   | 9º   |

| 2008 | Classe | Moto   |   |     |   |   |   |   |   |   |   |     |    |    |    |    |   |   |   |   | Punti | Pos. |
| ---- | ------ | ------ | - | --- | - | - | - | - | - | - | - | --- | -- | -- | -- | -- | - | - | - | - | ----- | ---- |
| 2008 | MotoGP | Yamaha | 7 | Rit | 4 | 7 | 3 | 5 | 5 | 4 | 3 | Rit | 14 | 14 | 10 | 15 | 7 | 8 | 8 | 6 | 144   | 7º   |

| 2009 | Classe | Moto   |   |    |   |   |   |   |   |   |   |   |   |   |     |   |   |    |   |  | Punti | Pos. |
| ---- | ------ | ------ | - | -- | - | - | - | - | - | - | - | - | - | - | --- | - | - | -- | - |  | ----- | ---- |
| 2009 | MotoGP | Yamaha | 4 | 12 | 7 | 7 | 6 | 7 | 4 | 7 | 9 | 2 | 7 | 5 | Rit | 5 | 5 | 13 | 4 |  | 161   | 5º   |

| 2010 | Classe | Moto   |   |    |    |    |   |   |    |     |   |   |     |   |    |   |    |   |   |    | Punti | Pos. |
| ---- | ------ | ------ | - | -- | -- | -- | - | - | -- | --- | - | - | --- | - | -- | - | -- | - | - | -- | ----- | ---- |
| 2010 | MotoGP | Yamaha | 8 | 12 | 12 | 13 | 9 | 8 | 11 | Rit | 7 | 7 | Rit | 7 | 12 | 5 | NC | 7 | 7 | 12 | 103   | 11º  |

| 2011 | Classe | Moto   |   |     |   |    |    |   |   |   |    |   |   |   |    |    |   |   |    |     | Punti | Pos. |
| ---- | ------ | ------ | - | --- | - | -- | -- | - | - | - | -- | - | - | - | -- | -- | - | - | -- | --- | ----- | ---- |
| 2011 | MotoGP | Yamaha | 8 | Rit | 6 | 13 | NP | 3 | 7 | 9 | 10 | 8 | 8 | 7 | 13 | 13 | 8 | 5 | AN | Inf | 109   | 9º   |

| 2012 | Classe | Moto  |    |    |    |     |    |    |     |    |     |    |    |    |    |    |    |     |     |    | Punti | Pos. |
| ---- | ------ | ----- | -- | -- | -- | --- | -- | -- | --- | -- | --- | -- | -- | -- | -- | -- | -- | --- | --- | -- | ----- | ---- |
| 2012 | MotoGP | Suter | 12 | 16 | NP | Inf | NC | 16 | Rit | 12 | Rit | 13 | 13 | 13 | 11 | 18 | 13 | Rit | Rit | 14 | 27    | 20º  |

| 2013 | Classe | Moto         |     |     |    |    |    |   |    |    |    |    |    |    |    |    |    |    |    |    | Punti | Pos. |
| ---- | ------ | ------------ | --- | --- | -- | -- | -- | - | -- | -- | -- | -- | -- | -- | -- | -- | -- | -- | -- | -- | ----- | ---- |
| 2013 | MotoGP | FTR Kawasaki | Rit | Rit | 15 | 16 | 14 | 9 | 17 | 13 | 12 | 13 | 11 | 14 | 12 | 16 | 15 | 12 | 12 | 15 | 41    | 14º  |

| 2014 | Classe | Moto           |   |     |    |     |    |    |    |    |    |    |  |  |  |  |  |  |  |  | Punti | Pos. |
| ---- | ------ | -------------- | - | --- | -- | --- | -- | -- | -- | -- | -- | -- |  |  |  |  |  |  |  |  | ----- | ---- |
| 2014 | MotoGP | Forward Yamaha | 9 | Rit | 20 | Rit | 17 | 15 | 18 | 22 | 20 | 13 |  |  |  |  |  |  |  |  | 11    | 22º  |

| Legenda | 1º posto        | 2º posto            | 3º posto            | A punti      | Senza punti        | Grassetto – Pole position Corsivo – Giro più veloce |
| Legenda | Gara non valida | Non qual./Non part. | Ritirato/Non class. | Squalificato | '-' Dato non disp. | Grassetto – Pole position Corsivo – Giro più veloce |